# Folketymologi
Folketymologi kallas en språklig process där ett ord nybildas eller omformas med hjälp av element som redan finns i språket, utan hänsyn till begreppets egentliga innebörd eller ordets egentliga etymologi. Ett exempel är hängmatta, som förvisso råkar vara en hängande matta. Ordets ursprung är dock ett annat: Det kommer från nederländskans hangmat, som är en förvrängning av den karibiska ursprungsbefolkningens hamaqa. Det ordet har sedan i sin tur via engelskan kommit in i svenskan än en gång som hammock, men då i den överförda betydelsen ”hängsoffa”.
Folketymologiska bildningar skiljer sig från rena språkfel och hyperkorrektioner genom att de förekommer hos en grupp språkbrukare, och inte bara hos enstaka personer.

## Folketymologisk ordbildning
Ord som inlånats i språket får ibland en folketymologiskt färgad stavning och/eller betydelse. Ett välkänt exempel på detta är ordet "fogsvans", som idag betecknar en såg som används för att exempelvis kapa plankor. Ordet har däremot ingenting med "fog" att göra, utan kommer från det tyska Fuchsschwanz som helt enkelt betyder rävsvans. På samma sätt kommer svenskans "följetong" från franskans feuilleton, som betyder "litet blad" och alltså inte har någonting med verbet "följa" att göra.
Fenomenet förekommer inte sällan vad gäller ord som genom åren försvunnit ur det aktiva ordförrådet. Ett exempel är "övermaga", som idag betyder "övermodigt självsäker". Ordets etymologi har emellertid ingenting med vare sig "över" eller "mage" att göra, utan har sina rötter i det fornsvenska ord som idag är "oförmåga".
Även arvord i bruk kan ändras under folketymologiskt inflytande. Ett exempel är det svenska "armbåge", som inte kommer från ordet "arm". I fornsvenskan hette det "alboghi" eller "alnboghi", en sammansättning av orden för aln (längden av en underarm) och båge. Andra germanska språk har behållit al/aln, som engelska elbow, tyska "ellenbogen" och isländska olnbogi.

## Ortnamn
Det är vanligt att namn på orter och platser under tidernas lopp har ändrat uttal och form så att den ursprungliga betydelsen inte längre är skönjbar. Folkfantasin har då sökt förklara namnen, och en rätt omfattande sägenbildning har på så sätt uppstått. 

### Exempel
- "Fyrunga socken i Västergötland har fått sitt namn av att bara fyra ungar där överlevde digerdöden."
- Hovsta i Örebro kommun. Långt in på 1900-talet uttalades namnet som Hosta med långt o som i ho. När Hovsta hade blivit en stadsdel i Örebro började man uttala namnet med långt å som i furstehov och på det sättet tycktes namnet bli "finare".[1] Som Folketymologi är det egentligen ett exempel på 1700-talsforskning då man verkligen trodde att det kom från ordet "hov". En resebeskrivning från 1749 skriver: Från slotteet, syntes Hosta, och Axbergs kyrkior, en half mil norr om staden: jag inbillade mig i förstone att all hosta i hela werlden hade sit urspurng här ifrån, och at Sahl Rådman Axberg i Upsla hade från den andra församlingen sitt namn, men fick sedan weta det Hosta är sammadragit namn af Hof Stad, och skall hörröra deraf, at enär Kung Johan, wistades på Swafwelbruket Dylta som den tiden war Crono, en Liten mil eller 3/4 wäg derifrån beläget i Nordost, skal han här inquarterat sin håf Stat, hwar af kyrkian skall fåt sit namn.[2]

## Andra exempel på folketymologier
| Ord eller uttryck            | Ursprung                                      | Folketymologisk koppling                    |
| ---------------------------- | --------------------------------------------- | ------------------------------------------- |
| ont krut förgås inte så lätt | Unkraut vergeht nicht (tyska, ’ogräs dör ej’) |                                             |
| fältkajak                    | Faltkajak (tyska, ’hopfällbar kajak’)         | sammankopplad med militär användning i fält |

## Fotnoter
1. ↑  Calissendorff, Karin; Larsson Anna (1998). Ortnamn i Närke. Humanistica Oerebroensia. Artes et linguae, 1403-6525 ; 1. Örebro: Högsk. Libris 7656948. ISBN 91-7668-173-4 (inb.)
2. ↑  Vintervisit 1749 - En fyradagarsresa i Örebro län, Bertil Walden i Från Bergslag och bondebygd 1952

- Ejdestam, Julius (1975). Svenskt folklivslexikon. Stockholm: Rabén & Sjögren. Libris 7232836. ISBN 91-29-41919-0